# انتظارات عقلایی
در علم اقتصاد، انتظارات عقلانی، انتظاراتی سازگار با مدل هستند، که در آن فرض می‌شود که عوامل درون مدل «مدل را می‌شناسند» و به‌طور متوسط پیش‌بینی‌های مدل را معتبر می‌دانند. انتظارات عقلانی باعث می‌شوند که در مدل‌هایی که نااطمینانی وجود دارد، ثبات و تداوم به وجود آید. برای بدست آوردن سازگاری و ثبات منطقی در یک مدل، فرض می‌شود که متغیرهای مرتبط با اقتصاد پیش‌بینی شده باتوجه به اطلاعات موجود، وجود فرایندهای تصادفی و ساختار مدل، با پیش‌بینی‌های تصمیم گیرندگان درون مدل برابر است. فرض انتظارات عقلانی به ویژه در بسیاری از مدلهای اقتصاد کلان معاصر مورد استفاده قرار می‌گیرد.
از آنجایی که امروزه اکثر مدل‌های اقتصاد کلان تصمیمات را تحت عدم قطعیت و در بسیاری از دوره‌ها مورد مطالعه قرار می‌دهند، انتظارات افراد، بنگاه‌ها و موسسات دولتی درباره‎ی‎ شرایط اقتصادی آینده بخش اساسی این مدل است. فرض انتظارات عقلانی این است که فرض کنیم انتظارات بازیگران در اقتصاد ممکن است اشتباه باشد، اما به‌طور متوسط با گذشت زمان صحیح است. به عبارت دیگر، گرچه آینده به‌طور کامل قابل پیش‌بینی نیست، اما فرض بر این است که انتظارات بازیگران اقتصادی از تورشی منظم برخوردار نیستند و به صورت تجمعی از تمام اطلاعات مرتبط در شکل‌گیری انتظارات از متغیرهای اقتصادی استفاده می‌کنند. این روش مدل‌سازی انتظارات در ابتدا توسط جان اف. موت (۱۹۶۱) ارائه شده‌است و بعداً هنگامی که توسط رابرت لوکاس، جونیور در اقتصاد کلان مورد استفاده قرار گرفت، تأثیرگذار شد.
دیدر مکلوسکی تأکید می‌کند که انتظارات عقلانی نمودی از فروتنی فکریست:
اندیشه موث این است که یک استاد اقتصاد حتی اگر در مدل کردن انسان موفق باشد نمی‌تواند بهتر از یک خوک پرور یا آهنگر یا یک شرکت بیمه پیش‌بینی کند. اندیشه او یک فروتنی علمی و خردمندانه است. تفکر معمول و عام عقلانی است در نتیجه موث استدلال را «انتظارات عقلانی» نامید.
از این رو، مهم است که فرض انتظارات عقلانی را از عقلانیت فردی متمایز کنیم و توجه داشته باشیم که اولی دلالت بر دومی ندارد. انتظارات عقلانی فرض سازگاری کل در مدل‎های پویا است. در مقابل، تئوری انتخاب منطقی تصمیم‌گیری‌های فردی را مورد مطالعه قرار می‌دهد و از جمله، در نظریه بازی‌ها و نظریه قراردادها، بسیار مورد استفاده قرار می‌گیرد.
نظریه انتظارات عقلانی ، انتظارات عقلانی را بهترین حدس درباره‎ی‎ آینده معرفی می‌کند که از تمام اطلاعات موجود استفاده می‌کند؛ بنابراین، فرض بر این است که نتایج پیش‌بینی شده به‌طور سیستماتیک با نتایج تعادل بازار تفاوت ندارند. در نتیجه، انتظارات عقلانی به‌طور منظم و قابل پیش‌بینی با تعادل تفاوت ندارند. یعنی فرض می‌شود که افراد هنگام پیش‌بینی آینده خطاهای سیستماتیک مرتکب نمی‌شوند و انحرافات از آینده‌نگری (بینش) کامل فقط تصادفی است. در یک مدل اقتصادی، این مفهوم معمولاً اینگونه نشان داده می‌شود که مقدار مورد انتظار متغیر مورد بحث با امید ریاضی (مقدار مورد انتظار) پیش‌بینی شده توسط مدل برابر است.
به عنوان مثال، فرض کنید که P، قیمت تعادلی در یک بازار ساده است که با عرضه و تقاضا تعیین می‌شود. تئوری انتظارات عقلانی می‌گوید که قیمت واقعی تنها در صورت وجود «شوک اطلاعاتی» ناشی از اطلاعات غیرقابل پیش‌بینی در زمان ایجاد انتظارات، از انتظار منحرف خواهد شد. به عبارت دیگر، قیمت پیشین برابر است با انتظار عقلانی آن:
{\displaystyle P=P^{*}+\epsilon }
{\displaystyle E[P]=P^{*}}
جایی که {\displaystyle P^{*}} انتظار عقلانی است و {\displaystyle \epsilon } خطای تصادفی است که مقدار مورد انتظار صفر را دارد و از {\displaystyle P^{*}} مستقل است.

## پیامدها
تئوری‌های انتظارات عقلانی در پاسخ به نقایص موجود در نظریه‌های بر اساس انتظارات تطبیقی ایجاد شدند. باتوجه به انتظارات تطبیقی، ارزش انتظاری یک متغیر اقتصادی بر اساس تاریخچه و ارزش‌های قبلی آن مشخص می‌شود. به عنوان مثال، فرض بر این است که مردم با نگاه به تورم در سال گذشته و سال‎های قبل، تورم را پیش‌بینی می‌کنند. با توجه انتظارات تطبیقی، اگر اقتصاد از افزایش مداوم نرخ تورم (شاید به دلیل سیاست‌های دولت) رنج ببرد، فرض بر این است که مردم همیشه تورم را کمتر از آنچه باید، پیش‌بینی می‌کنند. بسیاری از اقتصاددانان این موضوع را غیرواقعی دانسته‌اند و معتقدند افراد عقلانی دیر یا زود متوجه روند می‌شوند و آن را در شکل‌گیری انتظارات خود در نظر می‌گیرند.
فرضیه انتظارات عقلانی برای حمایت از برخی نتیجه‌گیری‌های قوی در مورد سیاست گذاری اقتصادی استفاده شده‌است. نمونه آن گزاره ناکارآمدی سیاست است که توسط توماس سارجنت و نیل والاس ساخته شده‌است. در صورت تلاش بانک‌های مرکزی برای کاهش بیکاری از طریق سیاست‌های انبساطی، بازیگران اقتصادی پیامدهای تغییر سیاست پولی را پیش‌بینی می‌کنند و انتظارات خود را از تورم بر اساس آن تغییر می‌دهند. این به نوبه خود اثر انبساطی افزایش عرضه پول را خنثی می‌کند. تنها کاری که دولت می‌تواند انجام دهد افزایش نرخ تورم است نه اشتغال. این یک نتیجه کاملاً نئوکلاسیک است. در دهه ۱۹۷۰ ، انتظار می‌رفت که انتظارات عقلانی نظریه اقتصاد کلان قبلی را به کلی منسوخ کند، که با نقد لوکاس به اوج خود رسید. با این حال، نظریه انتظارات عقلانی به لطف کار کینزین‌های جدید مانند استنلی فیشر به‌طور گسترده‌ای به عنوان یک فرض مدل‌سازی پذیرفته شده‌است حتی در خارج از اقتصاد کلان جدید نوین.
اگر بازیگران انتظارات عقلانی را ایجاد نکنند (یا نتوانند) یا اگر قیمتها کاملاً انعطاف‌پذیر نباشد، اقدامات سیاسی ارادی و کاملاً پیش‌بینی‎شده برای سیاست‌های اقتصادی می‌تواند موجب تغییرات واقعی شود.
انتظارات عقلانی مقادیر امید ریاضی از نظر ریاضی هستند. برای محاسبه ارزش‎های انتظاری، افراد باید از مدل اقتصادی واقعی، پارامترهای آن و ماهیت فرایندهای تصادفی حاکم بر تکامل آن آگاهی داشته باشند. اگر این فرضیات اصلی نقض شوند، افراد به سادگی نمی‌توانند انتظارات عقلانی را شکل دهند.

### آزمایش تجربی برای انتظارات عقلانی
فرض کنید ما در مورد انتظارات تورمی مانند داده‌های میشیگان اطلاعاتی داریم. ما با رگرس کردن نرخ تورم تحقق یافته واقعی {\displaystyle I}، برروی مقدار انتظاری قبلی آن X در یک زمان مشخص k می‌توانیم آزمایش کنیم که آیا انتظارات عقلانی بوده‌اند یا خیر:
{\displaystyle I_{t}=a+bX_{t-k}+\varepsilon _{t},}
که در آن a و b پارامترها تخمین شدنی هستند و {\displaystyle \varepsilon } خطا است. ما می‌توانیم عقلانیت انتظارات را با آزمون فرضیه صفر مشترک آزمایش کنیم:
{\displaystyle H_{0}:\quad a=0\quad {\text{and}}\quad b=1;}
عدم پذیرش این فرضیه صفر، شواهدی به نفع انتظارات عقلانی است. آزمون قوی‌تر می‌تواند انجام شود اگر آزمون فوق نتواند فرض صفر را رد کند: باقیمانده‌های رگرسیون فوق می‌توانند نسبت به متغیرهای دیگری که مقادیر آنها در هنگام شکل‌گیری انتظارات در دسترس عوامل اقتصادی است رگرس شوند. اگر هر یک از این متغیرها تأثیر بسزایی در باقیمانده‌ها داشته باشند، می‌توان گفت عوامل در هنگام شکل‌گیری انتظارات خود نتوانسته‌اند آنها را به اندازه کافی در نظر بگیرند و این منجر به بالارفتن بی‌رویه واریانس پیش‌بینی باقیمانده‌ها شده و در نتیجه عدم اطمینان بیشتر در مورد پیش‌بینی‌های آنها به‎وجود می‌آورد، که مانع آنها برای استفاده از پیش‌بینی‌ها در انتخاب‌های اقتصادی برای مواردی مانند تقاضای پول، مصرف، سرمایه‌گذاری ثابت و غیره می‌شود.